# Tamara Spiric
Tamara Spiric, född 1980 i Sarajevo, är en före detta svensk vänsterpartistisk politiker.
Tamara Spiric kom till Sverige som flykting 1993. Under sin kommunalrådsperiod lämnade hon många avtryck i Umeåpolitiken bland annat genom att initiera, och sedan som ordförande i beredningen, leda arbetet med sociala investeringar för barn och unga. Hon genomdrev även jämställdhetsreformer, bland annat för förbättring av personalens arbetsvillkor inom äldreomsorgen, Hedlunda genusförskolan och Feministiskt självförsvar för skoltjejer i Umeå kommun.
Spiric var kommunalråd i styrande majoritet i Umeå kommun åren 2010–2014, med jämställdhet samt barn och unga som särskilda ansvarsområden. Hon var kommunstyrelseledamot i Umeå kommun mellan åren 2006 och 2014, och ersättare till förbundsstyrelsen för Sveriges Kommuner och Landsting.
Tamara Spirit tog initiativ till Kvinnohistoriskt museum, där hon inledningsvis var sammankallande i styrgruppen. Hon har även varit ledande skolpolitiker i Umeå kommuns För- och grundskolenämnd åren 2002–2014. Under sin tid i politiken har Spiric också arbetat med integrationsfrågor.
Hon lämnade kommunalpolitiken och alla sina övriga politiska uppdrag hösten 2014.